# Río Seco (afluente del Pereila)
El río Seco es un curso de agua del sur de la península ibérica perteneciente a la cuenca mediterránea andaluza, que discurre en su totalidad por el territorio del centro de la provincia de Málaga (España). 

## Curso
El río Seco nace en el puerto del Alcornoque de la sierra Alpujata, en el término municipal de Monda. En su parte alta recibe otros  nombres como arroyo del Marchal, arroyo del Tejar y arroyo de Alcazarí.   Realiza un recorrido zigzagueante en dirección suroeste-nordeste hasta su confluencia con el río Pereila cerca del paraje de Cortijo Benítez, a pocos kilómetros al norte de la localidad de Coín.
En sus riberas se conservan restos del molino de Cárdona, molino harinero de origen medieval.